# Pierre Desruisseaux
Pierre Desruisseaux, né à Sherbrooke le 7 juillet 1945 et mort le 18 janvier 2016 à Pointe-Calumet, est un romancier, essayiste, poète et traducteur québécois,.

## Biographie
Né à Sherbrooke le 7 juillet 1945, Pierre Desruisseaux poursuit ses études universitaires en philosophie à l'Université de Montréal.
Rédacteur et journaliste pour divers hebdomadaires et magazines, il réalise également les émissions Fictions 80 à l'antenne des CINQ-MF. En plus de publier des ouvrages ethnologiques et de signer des textes dans des revues spécialisées, il est directeur de la revue Moebius et cofonde les Éditions Triptyque.
Auteur d'un roman, de plusieurs essais et recueils de poésie, Pierre Desruisseaux est aussi traducteur. En poésie, il publie notamment Lisières (l'Hexagone, 1994), Mots de passe (Noroît, 1998), Graffites ou Le Rasoir d'Occam (l'Hexagone, 1999) ainsi que L'autre côté de l'horizon (Noroît, 2006),,,,.

Dans le Devoir, Hugues Corriveau décrit le travail poétique de Pierre Desruissaux ainsi :
La poésie de Pierre a cela d'étonnant, à savoir que, malgré une large part de noirceur fondamentale, elle ressurgit toujours de ce lieu d'ombre avec éclat, redonnant à une forme d'espérance indélogeable ses droits et sa grandeur.   
Passionné de culture populaire ainsi que de l'Amérique centrale, Pierre Desruissaux publie et traduit autant des dictionnaires sur les expressions, les proverbes et les croyances québécoise que des ouvrages portant sur les mythes et les épopées de l'histoire des Mayas quinchés,,.
En tant qu'essayiste, il fait paraître plusieurs ouvrages dont Croyances et pratiques populaires au Canada français (Éditions du Jour, 1973), Magie et sorcellerie populaires au Québec (Éditions Triptyque, 1976) ainsi que Le livre des pronostics, dictons, croyances et conjurations du temps au Québec (Éditions Hurtubise, 1982),.
Il traduit de l'anglais et de l'espagnol de nombreuses œuvres dont Popol vuh : le livre des événements : bible américaine des Mayas-Quichés de Adrian I. Chávez (VLB, Castor astral, 1987), Le colis et autres récits, de Ludmilla Bereshko (Éditions Triptyque, 1996), La Zone de Jorge Fajard (VLB, 1990) ainsi que Hôtel Montréal de Ken Norris (Noroît, 2005),
Récipiendaire du Prix littéraire du Gouverneur général du Canada en 1989 (pour Monème), il est désigné en tant que poète officiel du Parlement canadien de 2009 à 2011,.
Pierre DesRuisseaux est décédé le 18 janvier 2016 à Pointe-Calumet.

## Œuvres

### Roman
- Le noyau, Montréal, Éditions de l'Aurore, collection L'amélanchier, 1975, 108 p.  (ISBN 978-0885321032)

### Essais
- Croyances et pratiques populaires au Canada français, Montréal, Éditions du Jour, 1973, 224 p.
- Le livre des proverbes québécois, Montréal, Éditions de l'Aurore, Collection Connaissance des pays québécois, 1974, 205 pages.  (ISBN 0-7758-0132-1)
- Magie et sorcellerie populaires au Québec, Montréal, Éditions Triptyque, 1976, 205 p.  (ISBN 2-89031-000-0)
- Le livre des pronostics, dictons, croyances et conjurations du temps au Québec, Montréal, Éditions Hurtubise HMH, 1982, 246 p.  (ISBN 2890455254)

### Poésie
- Lettres, Montréal, Éditions de l'Hexagone, 1979, 60 p.
- Ici la parole jusqu'à mes yeux, Trois-Rivières, Écrits des Forges, 1980, 68 p.  (ISBN 2-89046-032-0)
- Travaux ralentis, Montréal, Éditions de l'Hexagone, 1983, 50 p.  (ISBN 2890062147)
- Présence empourprée, Montréal, Éditions Parti Pris, 1984, 51 p.  (ISBN 2760200086)
- Storyboard, Montréal, Éditions de l'Hexagone, 1986, 94 p.  (ISBN 2890062449)
- Monème, Montréal, Éditions de l'Hexagone, 1989, 121 p.  (ISBN 2890063240)
- Lisières, Montréal, Éditions de l'Hexagone, 1994, 97 p.  (ISBN 2-89006-506-5)
- Noms composés, Montréal, Éditions Triptyque, 1995, 101 p.  (ISBN 2-89031-226-7)
- Mots de passe, Montréal, Éditions du Noroît, 1998, 78 p.  (ISBN 2-89018-401-3)
- Graffites ou le rasoir d'Occam, Montréal, Éditions de l'Hexagone, 1999, 64 p.  (ISBN 2-89006-632-0)
- Journal du dedans, Montréal, Éditions de l’Hexagone, 2002, 70 p.  (ISBN 2-89006-680-0 et 9782890066809)
- Personne du plus grand nombre, Montréal, l'Hexagone, 2003, 68 p.  (ISBN 2-89006-697-5 et 9782890066977)
- L'autre côté de l'horizon, Montréal, Éditions du Noroît, 2006, 64 p.  (ISBN 2-89018-574-5)
- Chakras, Montréal, Éditions du Noroît, 2008, 63 p.  (ISBN 978-2-89018-628-6)
- Chemin du miracle, Montréal, Éditions du Noroît, 2010, 61 p.  (ISBN 978-2-89018-679-8)
- Tranches de vie, Montréal, Éditions du Noroît, 2013, 60 p.  (ISBN 9782890188082)
- Embellie suivi de Sang froid, Montréal, Éditions du Noroît, 2015, 98 p.  (ISBN 9782890189485)

### Traduction
- Popol vuh : le livre des événements : bible américaine des Mayas-Quichés, de Adrian I. Chávez, traduit de l'espagnol par Pierre DesRuisseaux, en collaboration avec Daisy Amaya, Montréal, VLB, Pantin, Castor astral, 1987, 191 p.  (ISBN 2890052370 et 2859201254)
- La Tête de Méduse, de Mary Meigs, traduit de l'anglais par Pierre Desruisseaux, Montréal, VLB, 1987, 240 p.  (ISBN 2890052761)
- La Zone, de Jorge Fajardo, traduit de l'espagnol par Pierre Desruisseaux, Montréal, VLB, 1990, 131 p.  (ISBN 2890053008)
- Marées, de Audrey Thomas, traduit de l'anglais par Pierre DesRuisseaux, Montréal, Éditions Hurtubise HMH, 1990, 342 p.  (ISBN 2890458091)
- Le colis et autres récits, de Ludmilla Bereshko, traduit de l'anglais par Pierre DesRuisseaux, Montréal, Triptyque, 1996, 180 p.  (ISBN 2-89031-249-6)
- Contre-taille : poèmes choisis de vingt-cinq auteurs canadiens-anglais, Pierre DesRuisseaux, choix, présentation et traduction des textes, avec une préface de Louis Dudek, Montréal, Triptyque, 1996, 327 p.  (ISBN 2-89031-234-8)
- Dudek, l'essentiel : anthologie portative de Louis Dudek, choix des textes et traduction de Pierre DesRuisseaux, introduction par Michael Gnarowski, Montréal, Triptyque, 1997, 239 p.  (ISBN 2-89031-287-9)
- Hymnes à la grande terre : rythmes, chants et poèmes des indiens d'Amérique du Nord-Est, choix, présentation et traduction des textes de Pierre DesRuisseaux, Montréal, Triptyque, Bordeaux, Le Castor, 1997, 265 p.  (ISBN 2-89031-270-4 et 2-85920-317-6)
- Co-incidences : poètes anglophones du Québec, 31 poètes anglo-québécois, textes choisis, présentés et traduits par Pierre DesRuisseaux, préface de Ken Norris, Montréal, Triptyque, 2000, 280 p.  (ISBN 2-89031-365-4)
- La route des limbes, poèmes, de Ken Norris, version succincte, traduit de l’anglais par Pierre DesRuisseaux, Écrits des Forges, 2002, 59 p.  (ISBN 2-89046-722-8)
- Une saison de célibat, de Carol Shields, Blanche Howard, traduit de l'anglais par Pierre DesRuisseaux avec la collaboration d'Émile et Nicole Martel, Saint-Laurent, Fides, 2002, 252 p.  (ISBN 2-7621-2331-3 et 9782762123319)
- Pop wooh : Popol vuh, le livre du temps : histoire sacrée des Mayas quichés, présenté et traduit de l'espagnol par Pierre DesRuisseaux en collaboration avec Daisy Amaya, Montréal, Triptyque, Bordeaux, Castor astral, 2002, 249 p.  (ISBN 2-89031-424-3, 2-85920-491-1 et 9782890314245)
- Hôtel Montréal, de Ken Norris, traduit de l'anglais par Pierre DesRuisseaux, Éditions du Noroît, 2005, 133 p.  (ISBN 2-89018-538-9)
- Les originaux, de L.E. Vollick, traduit de l'anglais par Pierre DesRuisseaux, Montréal Triptyque, 2005, 242 p.  (ISBN 2-89031-526-6)
- Les pluies de septembre : poèmes choisis 1980-2005, de Seymour Mayne, traduit de l'anglais par Pierre DesRuisseaux, avec une préface de Pierre Anctil, Montréal, Éditions du Noroît, 2008, 109 p.  (ISBN 978-2-89018-633-0)

### Autres
- Le p'tit almanach illustré de l'habitant, Montréal, Éditions de l'Aurore, Collection Connaissance des pays québécois, 1974, 136 p.  (ISBN 0885320174)
- Dictionnaire de la météorologie populaire au Québec, Montréal, Éditions de l'Aurore, collection Connaissance des pays québécois, 1976, 215 p.  (ISBN 0885321030)
- Le livre des proverbes québécois, Montréal, Hurtubise HMH, 1978, 219 p.  (ISBN 0775801321)
- Le livre des expressions québécoises, Montréal, Éditions Hurtubise HMH et Paris, Éditions Hatier, 1979, 278 p.  (ISBN 289045200X)
- Soliloques, aphorismes, Montréal, Éditions Triptyque/Moebius, 1981, 110 p.  (ISBN 2890310019)
- Dictionnaire des croyances et des superstitions, Montréal, Éditions Triptyque, 1989, 227 p.  (ISBN 2890310930)
- Dictionnaire des expressions québécoises, Nouvelle édition révisée et largement augmentée, Montréal, Bibliothèque Québécoise, 1990, 450 p.  (ISBN 2894060408)
- Dictionnaire des proverbes québécois, Nouvelle édition révisée et largement augmentée, Montréal, l'Hexagone, 1991, 287 p.  (ISBN 2892950619)
- Le petit proverbier : proverbes français, québécois et anglais, Saint-Laurent, BQ, 1997, 275 p.  (ISBN 2-89406-138-2)
- Trésor des expressions populaires : petit dictionnaire de la langue imagée dans la littérature québécoise, Saint-Laurent, Fides, 1998, 333 p.  (ISBN 2-7621-2033-0)

## Prix et distinctions
- 1989 - Récipiendaire : Prix du Gouverneur général (pour Monème)[12]